# グスタフ・コーン
グスタフ・コーン（独: Gustav Cohn, 1840年12月12日 - 1919年9月17日）は、ドイツの経済学・財政学、交通学者。社会政策的な立場を取る。
プロイセン王国・西プロイセンのマリエンヴェルダー（現ポーランド・ポモージェ県クフィズィン）に生まれる。ベルリン大学とイェーナ大学で学び、1869年から1872年までリガ工科大学で、1875年からチューリッヒ大学で教授をつとめる。
1873年にイングランドへ行き、1875年までイギリスにおける鉄道の歴史、経済学を研究し、Untersuchungen tither die englische Eisenbahnpolitik, 2 Vols. (Leipzig, 1874-1875) を著す。
1875年から1884年までチューリッヒ工科大学で、1884年から1919年までゲッティンゲン大学で教授職にあった。

## 著作
- System der Nationalökonomie, 3 Vols. (Stuttgart, 1885-1898)
- Finanzwissenschoft (1889)
- Nationalökonomische Studien (1886)
- Zur Geschichte and Politik des Verkehrswesens (1900)
- Zur Politik des deutschen Finanz-, Verkehrs- und Verwaltungswesens (1905)
- Volkswirtschaftliche Aufsätze (Stuttgart, 1882)
- Göttingische Gelehrte Anzeigen (1880, i. 97-135)
- Zur Fabrikgesetzgebung - Jahrbuch für Nationalökonomie (vol. xiii., No. 6), a review of government reports on factory legislation in Switzerland and Saxony
- Jahrbuch für Gesetzgebung (x. 3), Eröterungen über die Fiskalische Behandlung der Verkehrsanstalten, Nationalökonomische Studien, Stuttgart, 1886.
- System der Nationalökonomie, Finanzwissenschaft. (1889)
- Über die Vereinigung der Staatswissenschaften mit den Juristenfacultäten - Jahrbuch für Nationalökonomie (vi., Jan., 1901)

## 参考資料
- この記事にはアメリカ合衆国内で著作権が消滅した次の百科事典本文を含む: Chisholm, Hugh, ed. (1911). "Cohn, Gustav". Encyclopædia Britannica (英語). Vol. 6 (11th ed.). Cambridge University Press. p. 652.
- この記事にはパブリックドメインである次の文書本文が含まれる: Singer, Isidore [in 英語]; et al., eds. (1901–1906). "Cohn, Gustav". The Jewish Encyclopedia. New York: Funk & Wagnalls.